# Симферопольский городской совет
Симферо́польский городско́й сове́т (укр. Сімферопольська міська рада, крымскотат. Aqmescit şeer şurası, Акъмесджит шеэр шурасы) — орган местного самоуправления одноимённой территориальной общины Симферопольского района Автономной Республики Крым Украины, до 2023 года также являлся подчинённой совету территорией города республиканского значения Симферополь Автономной Республики Крым (согласно позиции Украины; до 1991 года — в составе Крымской области, до 1945 года — в составе Крымской АССР). Орган местного самоуправления муниципального образования — городского округа Симферополь Республики Крым Российской Федерации (согласно позиции России, фактически контролирующей Крым).
Административный центр (месторасположение одноимённого органа власти — горсовета) — город Симферополь.

## История
Горсовет был образован в 1920-е годы.
К 2014 году горсовет, помимо самого города Симферополя, включал также 5 посёлков.
С 2014 года на месте горсовета находится городской округ Симферополь Республики Крым России.
17 июля 2020 года парламент Украины, не признающий аннексию Крыма Российской Федерацией, принял постановление о новой сети районов в стране, которым предполагается включить территорию горсовета в состав Симферопольского района, однако это решение не вступало в силу до «возвращения Крыма под общую юрисдикцию Украины». 9 сентября 2023 года, несмотря на отсутствие контроля над полуостровом, вступили в силу поправки, которые ввели в действие данное постановление в отношении Крыма.

## Население
По данным всеукраинской переписи населения 2001 года этнический состав населения территории, подчинённой горсовету Симферополя, был следующим:
- русские — 66,7 %;
- украинцы — 21,3 %;
- крымские татары — 7 %;
- белорусы — 1,1 %;
- поляки — 0,2 %;
- молдаване — 0,1 %[4].

## Состав

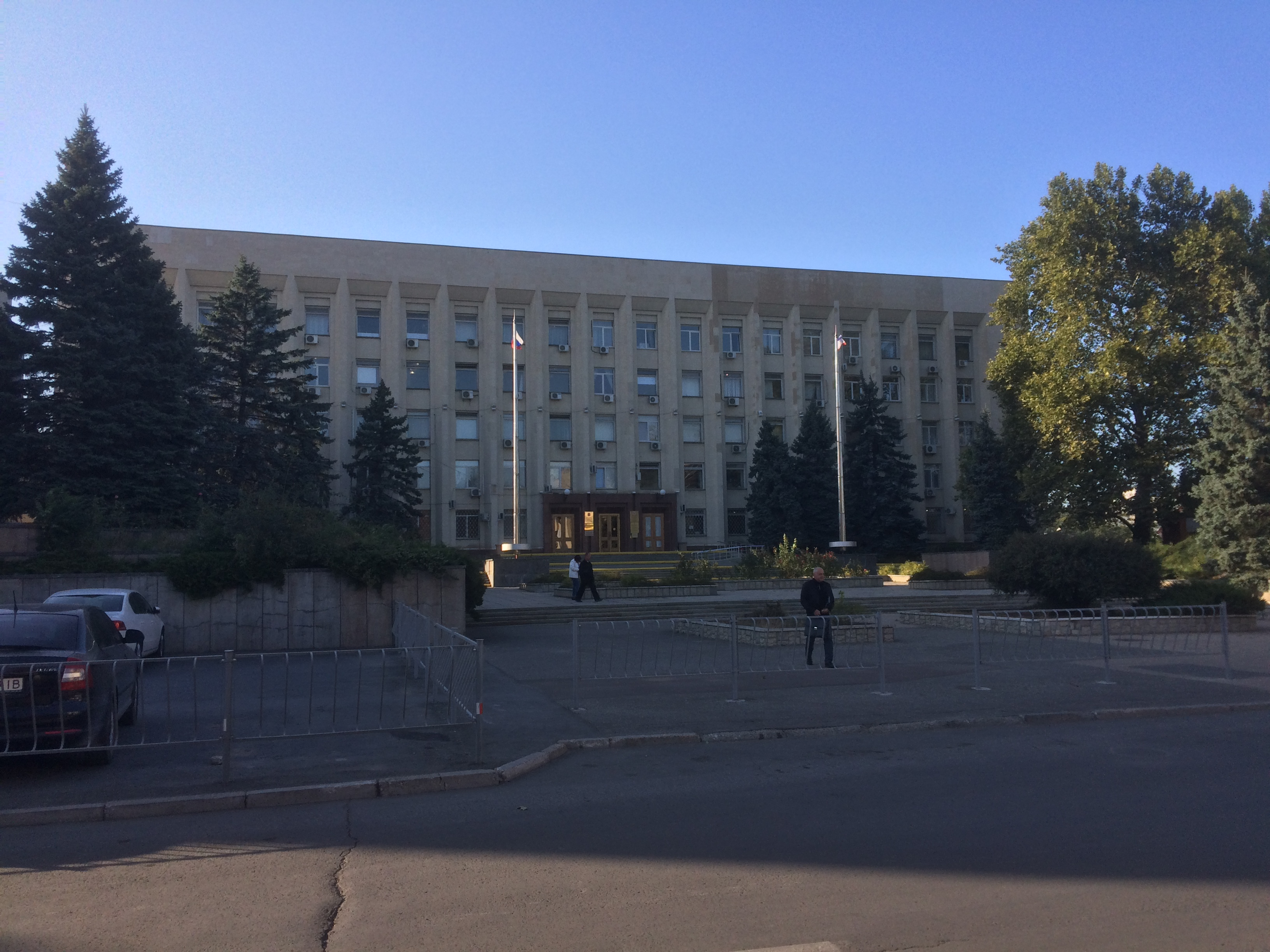
Здание горсовета

Город Симферополь, а вместе с ним и вся территория, подчинённая Симферопольскому горсовету, была разделена на три района: Киевский, Центральный и Железнодорожный.
Центральный район включил в себя только городские кварталы Симферополя.
Киевский район включил часть города, расположенную на правом берегу реки Салгир. Киевскому райсовету также был подчинён (до 2014-2015 годов) посёлок городского типа Аграрное.

Железнодорожный район включал кварталы в западной части города. Железнодорожному райсовету через Грэсовский поселковый совет (до 2014-2015 годов) были подчинены посёлки городского типа Грэсовский, Аэрофлотский, Комсомольское и посёлок Битумное.